# Jean Françaix
Jean René Désiré Françaix (Le Mans, 23 mei 1912 - Parijs, 25 september 1997) was een Frans neoclassicistisch componist, pianist en orkestrator, die bekendstaat om zijn hoge muzikale productie en zijn vibrante stijl. 

## Leven
Françaix' talenten werden op jonge leeftijd aangemoedigd door zijn familie: zijn vader, directeur van het conservatorium van Le Mans, was een musicoloog, componist  en pianist, en zijn moeder zangdocente. Hij was pas zes jaar toen hij begon met componeren en zijn eerste publicatie in 1922 trok de aandacht van Nadia Boulanger, een componiste werkzaam voor de muziekuitgever die de getalenteerde jongen onder haar hoede nam. Ze moedigde Françaix' carrière aan, hem beschouwend als een van de beste of misschien zelfs de beste van haar leerlingen. Françaix speelde zijn eigen werken vaak zelf, tot enthousiasme van het publiek, zoals bijvoorbeeld de première van zijn Concertino voor piano en orkest op het festival van Baden-Baden in 1932.   
Françaix was al op jonge leeftijd een gerespecteerd pianist. Hij won een eerste prijs aan het Conservatoire national supérieur de musique in Parijs (zijn enige officiële muzikale diploma) en hij was veelgevraagd zowel als solist als begeleider. Hij speelde regelmatig in een vast duo met de Franse cellist Maurice Gendron, en hij speelde het concert voor twee piano's van Francis Poulenc met Francis Poulenc als diens vaste pianopartner Jacques Février niet beschikbaar was. Zijn eigen concert voor twee piano's droeg hij op aan zijn twee dochters, die aankomende talenten waren toen hij het stuk schreef. 
Jean Françaix' belangrijkste bezigheid was het componeren. Hij bleef zijn hele leven componeren. Zelfs in 1981 omschreef hij zichzelf als "continu componerend", een stuk nauwelijks af als hij aan een volgend stuk begon. Hij ging zo door tot zijn dood in 1997.

## Composities
Maurice Ravel zei over de jonge Françaix aan zijn ouders "te midden van de talenten van uw kind zie ik het meest vruchtbare dat een kunstenaar kan bezitten: nieuwsgierigheid. U moet dit nooit onderdrukken, of riskeren om zijn jonge gevoeligheid te beschadigen." Zijn ouders hielden zich hier aan, want Françaix zou een zeer productieve componist worden. Hij schreef meer dan 200 stukken in zeer uiteenlopende stijlen. 
Als pianovirtuoos schreef hij veel voor zijn eigen instrument. Hij schreef veel kamermuziekwerken voor vrijwel ieder orkestinstrument. Hij was een begenadigd orkestrator, wat tot uitdrukking kwam in zijn gebruik van toonkleuren. Françaix schreef stukken in de belangrijkste grote muzikale vormen, zoals soloconcerten, symfonieën, opera's, toneelmuziek, ballet en werken in genres die in de 20e eeuw vrijwel niet meer werden gebruikt, zoals de cantate. Hoewel hij duidelijk zijn eigen moderne draai gaf aan deze traditionele vormen, was hij ook een neoclassicist die atonaliteit en vormloze verkenningen verwierp. Hij liet zich inspireren door de grote muziekliteratuur voor zijn vocale werken. Hij schreef ook de filmmuziek voor tien films van regisseur Sacha Guitry.
Françaix' stijl wordt gekenmerkt door lichtheid en humor (een doel van hem was om "plezier te geven") en een conversationele stijl van interactie tussen de muzikale lijnen. Zijn stijl veranderde niet veel tijdens zijn leven. Hij werd vooral beïnvloed door componisten die hij bewonderde als Emmanuel Chabrier, Igor Stravinsky, Maurice Ravel en Francis Poulenc, waarvan hij elementen oppikte, wat al in zijn eerste werken was te horen.

## Oeuvre
- Orkestwerken
  - Musique de cour, 1937
  - Les Bosquets de Cythère, 1946
  - La Douce France, 1946
  - Symphonie d'archets, 1948
  - Les Zigues de Mars, 1950
  - Symphonie ín G majeur, 1953
  - Au musée Grévin, 1956
  - Le Dialogue des carmélites, 1960
  - Jeu poétique en six mouvements, 1969
  - Les Inestimables chroniques du bon géant Gargantua, 1971
  - Portraits d'enfants, 1971
  - La ville mystérieuse, 1973
  - Cassazione, 1975
  - Chaconne, 1976
  - Psyché, 1981
  - Mozart new-look, 1981
  - Ode à la Liberté, 1985
  - Pavane pour un génie, 1987
  - 85 Mesures et un Da Capo, 1991

- Soloconcerten
  - Concertino voor piano, 1932
  - Quadrupelconcert voor fluit, hobo, klarinet en fagot, 1935
  - Concert voor piano, 1936
  - L'Horloge de flore voor hobo en orkest, 1959
  - Concert voor klavecimbel, 1959
  - Concert voor piano, 1965
  - Concert voor fluit, 1966
  - Concert voor klarinet, 1967
  - Vioolconcert nr. 1, 1968
  - Concert voor contrabas en orkest, 1974
  - Concerto grosso, 1976
  - Concert voor harp, 1978
  - Concert voor fagot, 1979
  - Vioolconcert nr. 2, 1979
  - Concert voor gitaar, 1982
  - Concert voor trombone, 1983
  - Concert voor 15 solisten, 1988
  - Concerto voor accordeon, 1993

- Opera's
  - Le diable boiteux, 1937
  - L'Apostrophe, 1940
  - La Main de gloire, 1945
  - Paris à nous deux, 1954
  - La Princesse de Clèves, 1961

- Balletten
  - Scuola di Ballo, 1933
  - Beach, 1933
  - Les Malheurs de Sophie, 1935
  - Le Roi nu, 1935
  - La Lutherie enchantée, 1936
  - Le Jeu sentimental, 1936
  - Le Jugement d'un fou, 1938
  - Verreries de Venise, 1938
  - Les Demoiselles de la nuit, 1948
  - Die Kamelien, 1950
  - A la Françaix, 1951
  - Le Roi Midas, 1952
  - La Dame dans la lune, 1957
  - Adages et Variations, 1965
  - Le Croupier amoureux, 1967
  - Pierrot ou les secrets de la nuit, 1980

- Suites
  - Suite, 1934
  - Scuola di ballo, 1950
  - Si Versailles m'était conté, 1953
  - Napoléon, 1954
  - Si Versailles m'était conté, 1954
  - Suite carmelite, 1960
  - Suite voor fluit, 1962
  - Suite voor harp, 1978
  - Suite profane, 1984
  - Suite extraite de l'Apocalypse selon Saint-Jean, 1994

- Divertimenti
  - Divertissement, 1935
  - Divertissement, 1942
  - Divertissement, 1947
  - Divertimento voor fluit en piano, 1953
  - Divertimento voor hoorn en orkest, 1959
  - Divertimento voor fluit en orkest, 1974

- Variaties
  - Variations de concert, 1950
  - Thema en variaties, 1971
  - Thema met variaties, 1974
  - Variations sur un thème plaisant, 1976
  - Thème varié, 1976
  - Thema met variaties, 1978
  - Thema met 8 variaties, 1980
  - Huit variations sur le nom de Johannes Gutenberg, 1982

- Kamermuziek
  - Strijktrio, 1933
  - Kwartet voor fluit, hobo, klarinet en fagot, 1933
  - Kwintet voor fluit, viool, altviool, cello en piano, 1934
  - Sonatine voor viool en piano, 1934
  - Kwartet voor 4 saxofoons, 1935
  - Strijkkwartet, 1938
  - Mouvement perpétuel, Duo 1944
  - L'heure du berger 1947
  - Blaaskwintet nr. 1, 1948
  - Berceuse, Duo 1953
  - Rondino-staccato, Duo 1953
  - Scuola di celli, 1960
  - Scuola di Ballo, Duo 1966
  - Kwartet, 1970
  - Trio voor fluit, harp en cello, 1971
  - Octet, 1972
  - 9 Pièces caractéristiques voor blazers, 1973
  - Le gay Paris, 1974
  - Aubade, 1974
  - Prélude, Sarabande et Gigue, 1975
  - Cinque piccoli duetti, 1975
  - Klarinetkwintet, 1977
  - Quasi improvisando, 1978
  - Kwintet voor 5 violen, 1979
  - Duo baroque, 1980
  - Sonate voor blokfluit en gitaar, 1984
  - Musique pour faire plaisir, 1984
  - Pianotrio, 1986
  - Notturno voor 4 hoorns, 1987
  - Blaaskwintet nr. 2, 1987
  - Noël nouvelet, 1987
  - Deux improvisations voor 12 celli, 1987
  - Dixtuor, 1987
  - Kwintet voor fluit, 2 violen, cello en klavecimbel, 1988
  - Le Colloque des deux perruches, Duo, 1989
  - Trio voor klarinet, altviool en piano, 1990
  - Kwartet voor 2 klarinetten, bassethoorn en basklarinet, 1992
  - Pour remercier l'Auditoire, 1994
  - Trio voor hobo, fagot en piano, 1994
  - Trio voor fluit, klarinet  en piano, 1995
  - Trio pour fluit, cello en piano, 1995
  - Célestes Schubertiades, 1996
  - Drie duos: Les oiseaux, Prière de Sulpicia, Les Grenouilles

- Pianowerken
  - Cinq portraits de jeunes filles, 1936
  - Éloge de la danse, 1947
  - Danse des trois harlequins, 1958
  - Pianosonate, 1960
  - Cinq "Bis", 1965
  - 15 Portraits d'enfants, 1971
  - Toen stukken voor kinderen, 1975
  - La Promenade d'un Musicologue éclectique, 1987

- Werken voor klavecimbel
  - L'Insectarium, 1953
  - Deux pièces, 1977

- Werken voor fagot
  - Fantaisie, 1935
  - Hommage à l'ami Papageno, 1984

- Werken voor gitaar
  - Serenata, 1978
  - Passacaille

- Orkestraties
  - Emmanuel Chabrier: Souvenir de Munich, 1960
  - Francis Poulenc: L'Histoire de Babar, 1962
  - Carl Maria von Weber: Preludio et momento capriccioso, 1964
  - Frédéric Chopin: 24 Preludes (op. 28), 1967
  - Franz Schubert: Zes impromptu's en moments musicaux, 1973
  - Domenico Scarlatti: vijf sonates, 1975
  - Emmanuel Chabrier: Huit pièces pittoresques, 1984
  - Emanuel Chabrier: Habañera, 1985
  - Franz Schubert: drie militaire marsen, 1987
  - Emmanuel Chabrier: Cortège burlesque, 1989
  - Frédéric Chopin: Drie écossaises en variations, 1989
  - Frédéric Chopin: Nocturne en polonaise, 1995

- Koorwerken
  - Vijf kinderliederen, 1932
  - Drie gedichten van Paul Valéry: Aurore, Cantique des colonnes, Le sylphe, 1982

- Liederen
  - Trois épigrammes: À une demoiselle malade, 1938
  - Trois épigrammes: Levez ces couvre-chefs, 1938
  - Trois épigrammes: Belaud, mon petit chat gris, 1938
  - L'Adolescence clémentine, 1941
  - Vijf gedichten van Charles d'Orléans, 1946
  - Invocation à la volupté, 1946
  - Prière du soir - Chanson, 1947
  - Juvenalia, 1947
  - Huit anecdotes de Chamfort, 1949
  - La Cantate de Méphisto, 1952
  - Déploration de tonton, 1956
  - La Chatte blanche, 1957
  -  La Grenouille qui veut se faire aussi grosse que le boeuf, 1963
  - Le Coq et le renard, 1963
  - La Promenade à Versailles, 1976
  - La Cantate des Vieillards, 1978
  - Triades de toujours, 1991

- Andere werken
  - Scherzo, 1932
  - Serenade, 1934
  - Scherzo impromptu, 1938
  - L'Apocalypse selon St. Jean, oratorium 1939
  - Rhapsodie, 1946
  - Nocturne, 1951
  - Serenade B E A, 1955
  - Marche solennelle, 1956
  - Acht exotische dansen, 1957, rev. 1981
  - Zes grandes marches, 1957
  - Vijf exotische dansen, 1961
  - Zes preludes, 1963
  - Zeven dansen, 1971
  - Zeven impromptu's, 1977
  - Petite valse européenne, 1979
  - Impromptu, 1983
  - Huwelijksmis, 1986
  - Elegie (ter nagedachtenis aan Wolfgang Amadeus Mozart), 1990
  - Les vacances
  - Nocturne, 1994